# Schroeterella zygodonta
Schroeterella zygodonta är en bladmossart som beskrevs av Theodor Carl Karl Julius Herzog 1916. Schroeterella zygodonta ingår i släktet Schroeterella och familjen Sematophyllaceae. Inga underarter finns listade i Catalogue of Life.